# Крокоїт
Крокої́т — мінерал класу хроматів, хромат свинцю острівної будови.

## Етимологія та історія
Від грецького krokos, що означає «крокус» або «шафран» за шафраново-оранжевим кольором (Йоганн Август Брейтаупт в 1841 р.).

## Загальний опис
Формула: Pb[CrO4]. Містить домішки Ag, Zn. Склад у %: PbO — 69,01; Cr2О3 — 30,99.
Сингонія моноклінна.
Колір помаранчево-червоний.
Блиск алмазний.
Спайність в одному напрямку довершена.
Твердість 2,5—3.
Густина 6,0. Крихкий.
Риса помаранчево-жовта.
Форми виділення: друзи та тонкі кірки.
Утворюється в зоні окиснення родовищ свинцево-цинкових руд, що залягають в хромовмісних ультраосновних породах.
Асоціює з піроморфітом, церуситом, вульфенітом, ванадинітом, дундазитом та ін. мінералами. Рідкісний. Є пошуковою ознакою свинцевого оруденіння в ультрабазитах.
Цінний колекційний мінерал.

Крокоїт у Малій гірничій енциклопедії
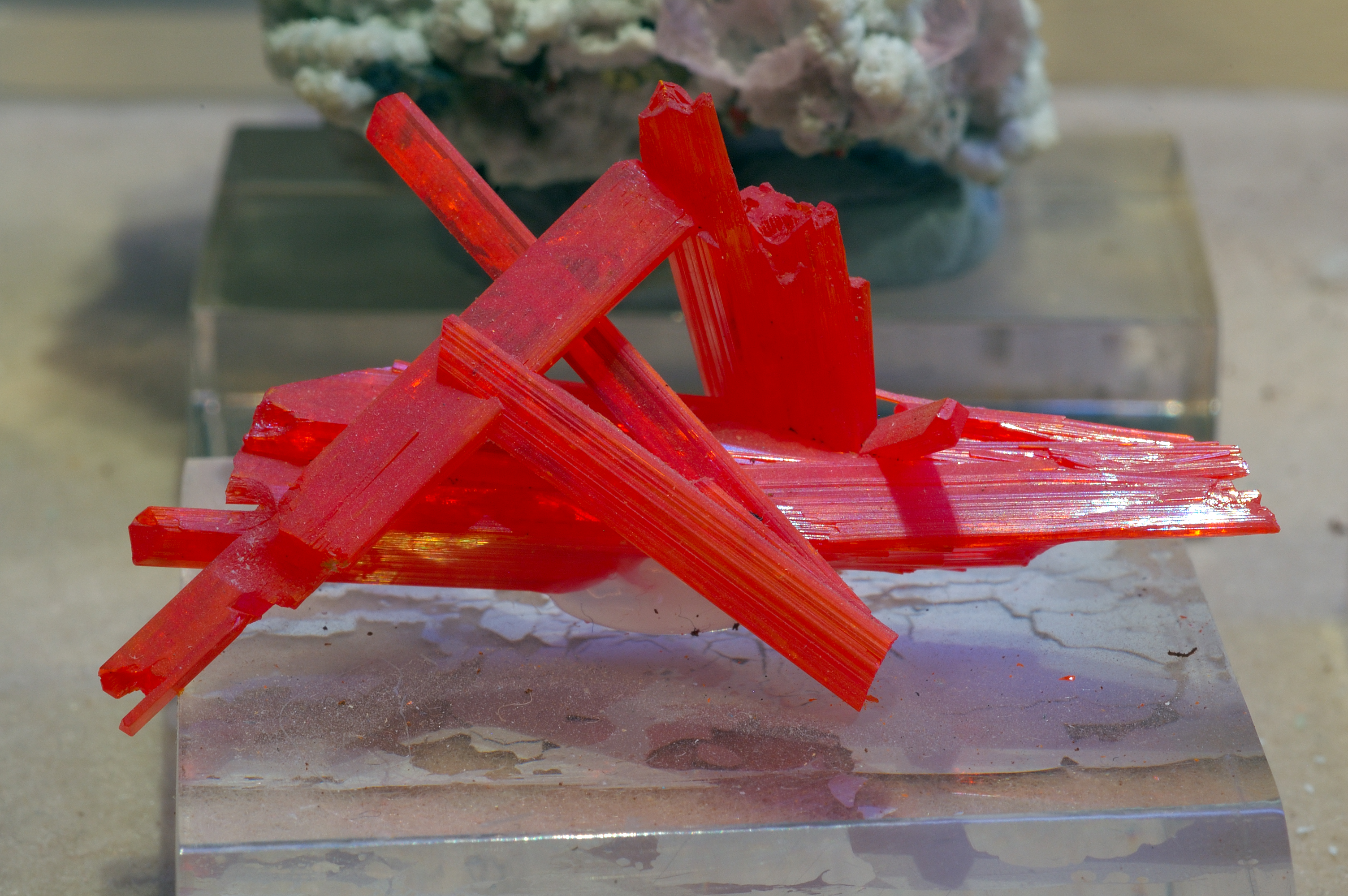
Крокоїт з Тасманії, Австралія
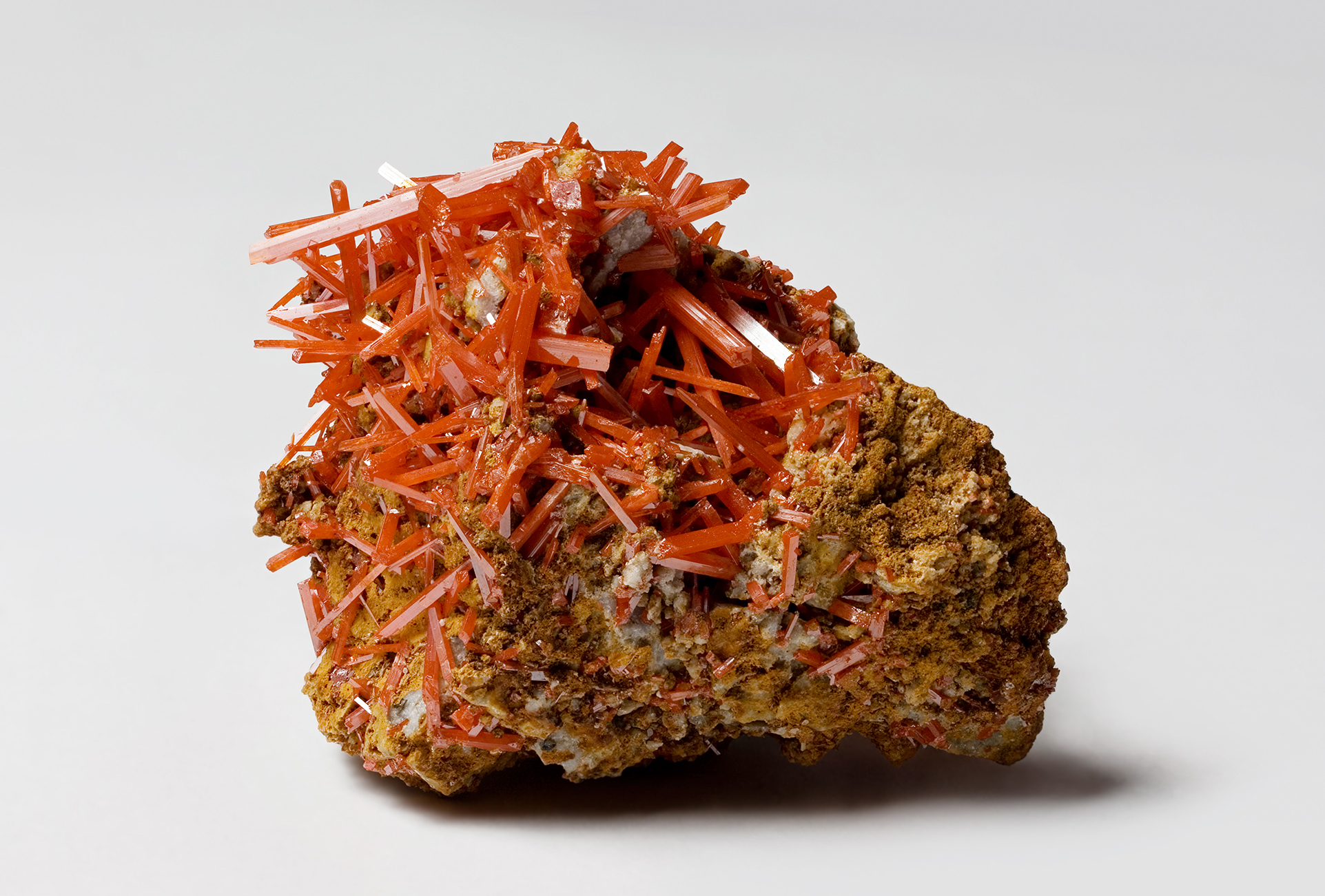
Крокоїт з Тасманії, Австралія